# Хуан де Айолас
Хуан де Айолас (ісп. Juan de Ayolas) — іспанський мореплавець, конкістадор та дослідник нових земель, губернатор території Ла-Плати. Він супроводжував Педро де Мендосу та Естебана Гомеса під час подорожі 1534 року з метою дослідження басейну Ла-Плати і району Магелланової протоки та протягом короткого часу в 1537 році був губернатором регіону Ла-Плата.
Його ім'ям було назване місто Айолас (зараз Парагвай) та аеропорт Хуан-де-Айолас.